# 戴维·埃马
戴维·埃马（英語：David Emma，1969年1月14日—），美国前男子冰球运动员，场上位置是前锋。他曾代表美国国家队参加1992年冬季奥林匹克运动会冰球比赛，获得第四名。